# Hreiðars þáttr
Hreiðars þáttr heimska o la Història de Hreiðarr l'Estúpid és una de les millors històries curtes (táttr) islandeses. Hreiðarr, aparentment un discapacitat mental islandès que viatja a Noruega en els temps del regnat de dos reis Magne Olavsson i Haraldr III buscant fama i fortuna. Hreiðarr es fa amic de Magne amb el seu comportament excèntric, però provoca la ira de Haraldr quan mata un dels seus cortesans. Hreiðarr, que és molt menys estúpid del que sembla, és capaç de comportar-se heroicament sovint i madura a mesura que avança el relat. Al seu retorn a Islàndia, esdevé una figura important de Svafadardalur, on viurà fins a una edat avançada.
La història es conserva com a part de Morkinskinna i el seu derivat, Hulda-Hrokkinskinna, però degué existir com un escrit independent. Se suposa que és un dels treballs més antics en el seu gènere, originàriament compost cap a 1200 i amb certesa abans de mitjan s. XIII. Tot i que la història és realista i plausible, es creu que és fictícia.